# Řád za zásluhy Baham
Řád za zásluhy Baham (anglicky Order of Merit of the Bahamas) je státní vyznamenání Baham založené roku 1996. Založen byl britskou královnou Alžbětou II. Kancléřem řádu je generální guvernér Baham. Heslem tohoto vyznamenání je Rising above the clouds. Ocenění tímto vyznamenáním mají právo za svým jménem používat postnominální písmena B.O.M.

## Insignie
Řádový odznak má tvar slunce. Uprostřed je barevně smaltovaný státní znak Baham. Mezi šestnácti zlatými paprsky slunce jsou stříbrné shluky paprsků. 
Stuha se skládá ze tří stejně širokých pruhů v barvě černé, žluté a modré. Svým barevným provedením tak odpovídá barvám státní vlajky.